# Estación de Tamines
La estación de Tamines es una estación de tren belga situada en Sambreville, en la provincia de Namur, región Valona.
Pertenece a la línea  de S-Trein Charleroi.

## Situación ferroviaria
La estación se encuentra en la línea 130 (Namur-Charleroi).

## Intermodalidad
| Línea | Procedencia      | Parada            | Destino          |
| ----- | ---------------- | ----------------- | ---------------- |
| 155   | GILLY Gazomètre  | TAMINES Gare SNCB | CHÂTELINEAU SNCB |
| 156   | CHÂTELINEAU SNCB | TAMINES Gare SNCB | GILLY Gazomètre  |

| Línea | Procedencia        | Parada            | Destino             |
| ----- | ------------------ | ----------------- | ------------------- |
| 58    | JEMEPPE Rue Dufaux | TAMINES Gare SNCB | MOIGNELÉE Cimetière |